# Billboard Top Latin Albums
Die Billboard Top Latin Albums sind US-amerikanische Musikcharts, die vom Billboard-Magazin veröffentlicht werden und sind das Spanische Äquivalent der Billboard 200. Damit ein Album charten kann, müssen mindestens 51 % in Spanisch aufgenommen werden. Die erste Ausgabe der Chart wurde am 10. Juli 1993 veröffentlicht.